# Nature
Nature è una delle più antiche e importanti riviste scientifiche esistenti, forse in assoluto quella considerata di maggior prestigio nell'ambito della comunità scientifica internazionale (insieme a Science). Viene pubblicata fin dal 4 novembre 1869.

## Descrizione
Nonostante la maggior parte delle riviste del campo siano oggi altamente specializzate, Nature è uno dei pochi giornali, insieme ad altri mensili quali Science e Proceedings of the National Academy of Sciences, che pubblica ancora articoli originali su svariati campi scientifici.
Molti sono gli avanzamenti e le scoperte, provenienti da numerosi campi della ricerca scientifica, che sono stati pubblicati su Nature, come articoli o lettere: ad esempio, la scoperta dei raggi X, la natura ondulatoria delle particelle, la scoperta dei neutroni, le scoperte sulla fissione nucleare, la struttura a doppia elica del DNA, la prima struttura molecolare di una proteina (la mioglobina), la tettonica a zolle, il buco dell'ozono, la prima clonazione di un mammifero (la pecora Dolly), il sequenziamento del genoma umano.
Il fattore di impatto (impact factor) di questa rivista supera nel 2021 l'enorme valore di 69,8.

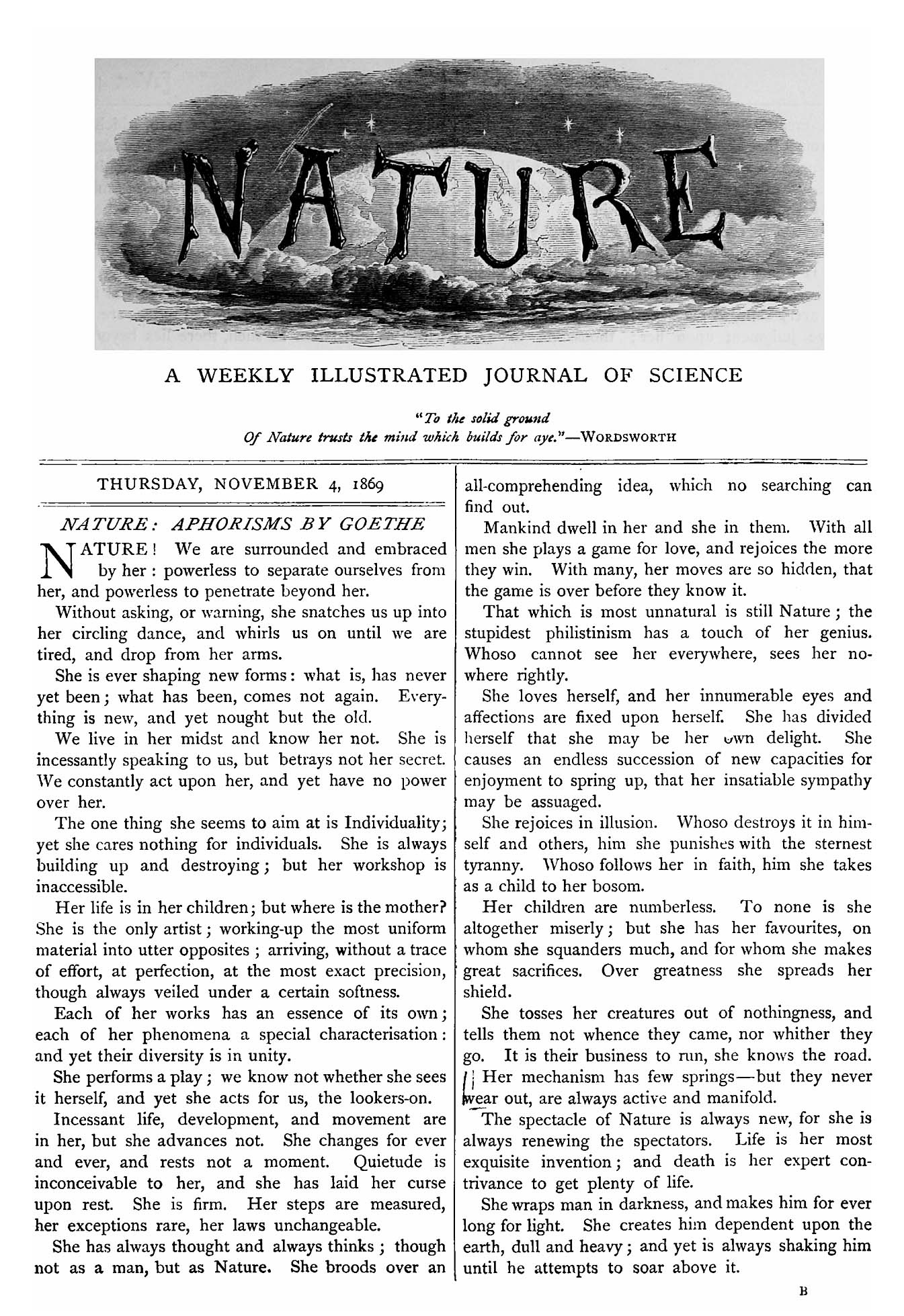
La prima pagina del primo numero del 4 novembre 1869

## La famiglia diNature
Oltre a questo giornale, ci sono altre tre famiglie di riviste scientifiche legate a Nature, edite dal [Nature Publishing Group]:
Nature Research Journals:
- Nature Biotechnology
- Nature Cell Biology
- Nature Chemical Biology
- Nature Chemistry (da aprile 2009,  sito del giornale, su nature.com)
- Nature Genetics
- Nature Geoscience (da gennaio 2008,  sito del giornale, su nature.com)
- Nature Immunology
- Nature Lab Animal
- Nature Materials
- Nature Medicine
- Nature Methods
- Nature Nanotechnology (da ottobre 2006,  sito del giornale, su nature.com)
- Nature Neuroscience
- Nature Photonics (da gennaio 2007,  sito del giornale, su nature.com)
- Nature Physics
- Nature Protocols (da giugno 2006,  sito del giornale, su nature.com)
- Nature Structural and Molecular Biology

Nature Reviews Journals:
- Nature Reviews Cancer
- Nature Reviews Drug Discovery
- Nature Reviews Genetics
- Nature Reviews Immunology
- Nature Reviews Microbiology
- Nature Reviews Molecular Cell Biology
- Nature Reviews Neuroscience

Nature Clinical Practice Journals:
- Nature Clinical Practice Cardiovascular Medicine
- Nature Clinical Practice Endocrinology and Metabolism
- Nature Clinical Practice Gastroenterology and Hepatology
- Nature Clinical Practice Neurology
- Nature Clinical Practice Nephrology
- Nature Clinical Practice Oncology
- Nature Clinical Practice Rheumatology
- Nature Clinical Practice Urology

Nature Online Publications:
- Nature China (da gennaio 2007)

## Controversie
In un'intervista pubblicata nel 2013 su The Guardian, Randy Schekman rilascia delle dichiarazioni riguardanti le grandi riviste scientifiche (facendo il nome di Nature, Science o Cell), additandole come colpevoli di danneggiare l'attività di ricerca scientifica.
Secondo Randy Schekman l'incentivo più forte nella ricerca scientifica è quello di vedere pubblicate le proprie ricerche nelle prestigiose riviste scientifiche, poiché a questo viene fatto coincidere il più alto riconoscimento del proprio lavoro; tale ragionamento è razionale, ma non porta sempre a servire gli interessi della propria professione, né quelli dell'umanità o della società. Questo perché le grandi riviste scientifiche tendono a «curare in modo aggressivo i loro brand mettendo al primo posto la vendita di abbonamenti, più che la pubblicazione di tutte le ricerche più significative [...] mentre pubblicano molte ricerche rilevanti, tendono tuttavia a non pubblicare tutte le ricerche rilevanti, né sono gli unici a pubblicarle».
Nell'articolo Randy Schekman critica sia la selezione assai restrittiva delle ricerche pubblicate da parte delle riviste scientifiche famose, sia l'impact factor, considerandolo come un trucco di marketing dietro il quale le grandi riviste acquistano notorietà; infatti l'impact factor misura solamente il numero delle volte che una determinata rivista scientifica risulta citata nelle ricerche scientifiche successive, senza considerare la qualità o l'importanza della ricerca stessa: «una rivista scientifica può venire citata perché pubblica ricerche significative, o anche perché pubblica qualcosa di accattivante, provocativo o addirittura sbagliato». Questo influenza l'attività di ricerca, in quanto la indirizza in quella direzione dove è possibile tirare fuori le conclusioni che vogliono queste riviste, scoraggiando invece una direzione che potrebbe essere più importante, ma magari meno accattivante ai lettori.